# Osiedle Staroniwa
Osiedle Staroniwa – osiedle nr VII miasta Rzeszowa. Dnia 28 grudnia 2010 r. liczyło 2639 mieszkańców, a według stanu na dzień 10 maja 2019 r. osiedle zamieszkiwały 3403 osoby. Według stanu na 31 października 2019 r. osiedle liczyło 3432 mieszkańców, natomiast dnia 18 lutego 2021 r. osiedle liczyło 3597 mieszkańców. Stanowi rdzenną część dzielnicy Staroniwa.